# U-564 (tàu ngầm Đức)
U-564 là một tàu ngầm tấn công  Lớp Type VII thuộc phân lớp Type VIIC được Hải quân Đức Quốc Xã chế tạo trong Chiến tranh Thế giới thứ hai. Nhập biên chế năm 1941, nó đã thực hiện được chín chuyến tuần tra, đánh chìm 18 tàu buôn với tổng tải trọng 95.544 GRT cùng một tàu chiến tải trọng 900 tấn, đồng thời gây hư hại cho bốn tàu buôn với tổng tải trọng 28.907 GRT. Trong chuyến tuần tra cuối cùng, U-564 bị một máy bay ném bom Armstrong Whitworth Whitley của Không quân Hoàng gia Anh đánh chìm trong vịnh Biscay vào ngày 14 tháng 6, 1943.

## Thiết kế và chế tạo

### Thiết kế

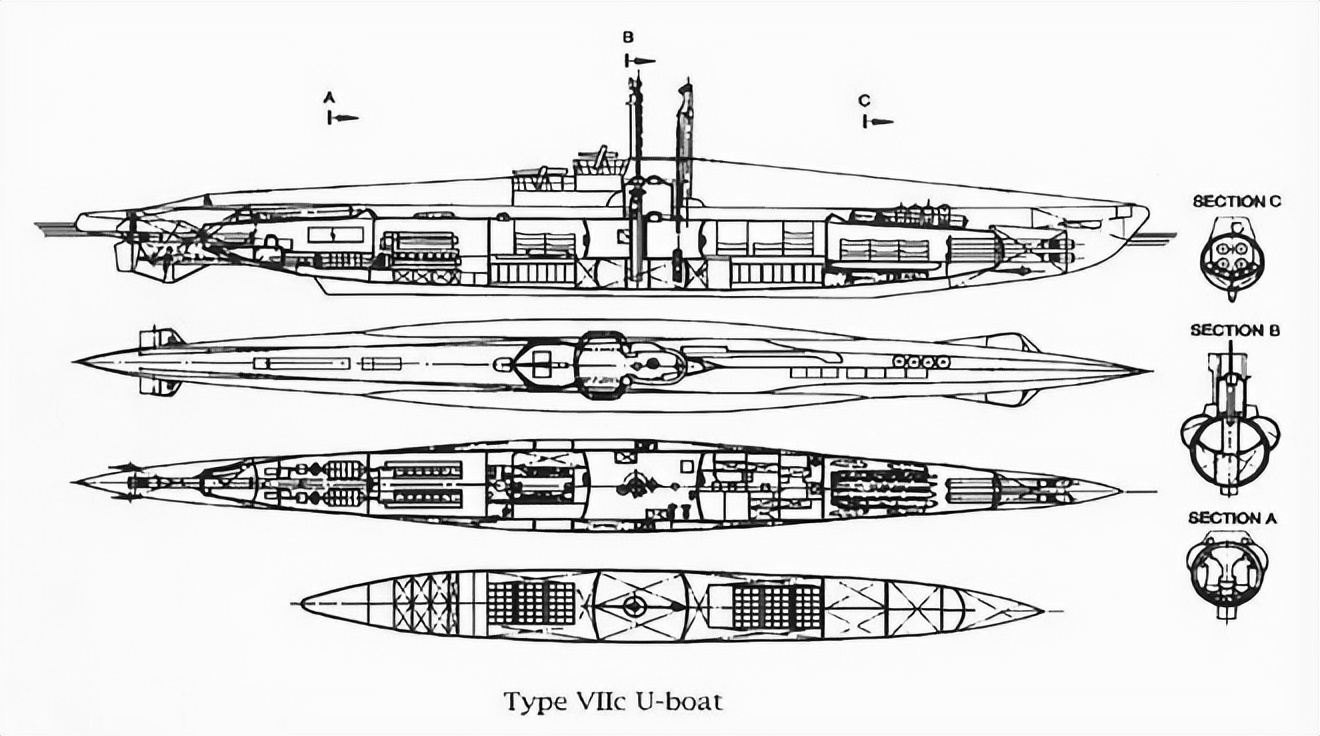
Sơ đồ các mặt cắt một tàu ngầm Type VIIC

Phân lớp VIIC của Tàu ngầm Type VII là một phiên bản VIIB được kéo dài thêm. Chúng có trọng lượng choán nước 769 t (757 tấn Anh) khi nổi và 871 t (857 tấn Anh) khi lặn). Con tàu có chiều dài chung 67,10 m (220 ft 2 in), lớp vỏ trong chịu áp lực dài 50,50 m (165 ft 8 in), mạn tàu rộng 6,20 m (20 ft 4 in), chiều cao 9,60 m (31 ft 6 in) và mớn nước 4,74 m (15 ft 7 in).
Chúng trang bị hai động cơ diesel Germaniawerft F46 siêu tăng áp 6-xy lanh 4 thì, tổng công suất 2.800–3.200 PS (2.100–2.400 kW; 2.800–3.200 bhp), dẫn động hai trục chân vịt đường kính 1,23 m (4,0 ft), cho phép đạt tốc độ tối đa 17,7 kn (32,8 km/h), và tầm hoạt động tối đa 8.500 nmi (15.700 km) khi đi tốc độ đường trường 10 kn (19 km/h). Khi đi ngầm dưới nước, chúng sử dụng hai động cơ/máy phát điện Garbe, Lahmeyer & Co. RP 137/c  tổng công suất 750 PS (550 kW; 740 shp). Tốc độ tối đa khi lặn là 7,6 kn (14,1 km/h), và tầm hoạt động 80 nmi (150 km) ở tốc độ 4 kn (7,4 km/h). Con tàu có khả năng lặn sâu đến 230 m (750 ft).
Vũ khí trang bị có năm ống phóng ngư lôi 53,3 cm (21 in), bao gồm bốn ống trước mũi và một ống phía đuôi, và mang theo tổng cộng 14 quả ngư lôi, hoặc tối đa 22 quả thủy lôi TMA, hoặc 33 quả TMB. Tàu ngầm Type VIIC bố trí một hải pháo 8,8 cm SK C/35 cùng một pháo phòng không 2 cm (0,79 in) trên boong tàu. Thủy thủ đoàn bao gồm 4 sĩ quan và 40-56 thủy thủ.

### Chế tạo
U-564 được đặt hàng vào ngày 24 tháng 10, 1939, và được đặt lườn tại xưởng tàu của hãng Blohm & Voss ở Hamburg vào ngày 10 tháng 3, 1940. Nó được hạ thủy vào ngày 7 tháng 2, 1941, và nhập biên chế cùng Hải quân Đức Quốc Xã vào ngày 3 tháng 4, 1941 dưới quyền chỉ huy của Hạm trưởng, Thiếu tá Hải quân Reinhard Suhren.

## Lịch sử hoạt động
Sau khi hoàn tất việc huấn luyện trong thành phần Chi hạm đội U-boat 1, U-564 tiếp tục nằm trong đội ngũ đơn vị này để hoạt động trên tuyến đầu cho đến khi bị mất.

### 1941

#### Chuyến tuần tra thứ nhất
U-564 khởi hành từ cảng Kiel, Đức vào ngày 17 tháng 6, 1941 cho chuyến tuần tra đầu tiên trong chiến tranh. Nó tiến ra Bắc Hải, rồi băng qua khe GI-UK giữa Iceland và quần đảo Faroe để vòng qua quần đảo Anh và hoạt động tại vùng biển Bắc Đại Tây Dương về phía Nam Greenland. 
Tại đây vào ngày 27 tháng 6, nó phát hiện và tấn công Đoàn tàu HX-133, đánh chìm các tàu buôn Hà Lan Maasdam 8.812 GRT tại tọa độ 60°00′B 30°35′T / 60°B 30,583°T và tàu buôn Anh Malaya II 8.651 GRT tại tọa độ 59°56′B 30°35′T / 59,933°B 30,583°T, đồng thời gây hư hại cho tàu chở dầu Na Uy Kongsgaard 9.467 GRT, Đến ngày 29 tháng 6, nó tiếp tục tấn công và đánh chìm tàu buôn Iceland Hekla 1.215 GRT tại tọa độ 58°20′B 43°00′T / 58,333°B 43°T. Chiếc U-boat kết thúc chuyến tuần tra và đi đến cảng Brest bên bờ Đại Tây Dương của Pháp đã bị Đức chiếm đóng, đến nơi vào ngày 27 tháng 7.

#### Chuyến tuần tra thứ hai
U-564 xuất phát từ cảng Brest vào ngày 16 tháng 8 cho chuyến tuần tra thứ hai, và đã hoạt động trong Đại Tây Dương ngoài khơi bờ biển Tây Ban Nha và Bồ Đào Nha. Tại đây nó đã tấn công Đoàn tàu OG-71, đánh chìm chiếc tàu buôn Ireland Conlara 1.203 GRT và chiếc tàu kéo Anh Empire Oak 484 GRT ở vị trí về phía Tây Aveiro, Bồ Đào Nha vào ngày 22 tháng 8. Sang ngày hôm sau 23 tháng 8, nó tiếp tục đánh chìm tàu corvette Anh HMS Zinnia (900 tấn) trong thành phần hộ tống cho Đoàn tàu OG-71. U-564 quay trở về Brest vào ngày 27 tháng 8.

#### Chuyến tuần tra thứ ba
U-564 lại khởi hành từ cảng Brest vào ngày 16 tháng 9 cho chuyến tuần tra thứ ba, và thoạt tiên đã hoạt động tại vùng biển Bắc Đại Tây Dương về phía Đông Nam Greenland trước khi chuyển hướng đến lối ra vào phía Tây của eo biển Gibraltar. Tại đây nó đã tấn công Đoàn tàu HG-75 vào ngày 24 tháng 10, đánh chìm các tàu buôn Anh Alhama 1.352 GRT, Ariosto 1.203 GRT, và Carsbreck 2.176 GRT ở vị trí khoảng 300 nmi (560 km) về phía Tây Gibraltar. U-564 kết thúc chuyến tuần tra và quay trở về cảng Lorient, bên bờ Đại Tây Dương của Pháp, vào ngày 1 tháng 11.

### 1942

#### Chuyến tuần tra thứ tư
U-564 chuyển căn cứ hoạt động từ Lorient đến cảng La Pallice tại La Rochelle vào giữa tháng 1, 1942, rồi xuất phát từ đây vào ngày 18 tháng 1 cho chuyến tuần tra thứ tư. Nó đã băng qua suốt Đại Tây Dương để hoạt động ngoài khơi vùng bờ Đông của Hoa Kỳ trong khuôn khổ Chiến dịch Paukenschlag (tiếng Anh: Chiến dịch Drumbeat). Tại đây nó đã phóng ngư lôi đánh chìm chiếc tàu chở dầu Canada Victolite 11.410 GRT ở vị trí khoảng 260 nmi (480 km) về phía Tây Bắc Bermuda vào ngày 11 tháng 2; rồi đến ngày 16 tháng 2 đã tấn công bằng hải pháo và gây hư hại nhẹ cho chiếc tàu chở dầu Anh Opalia 6.195 GRT ở vị trí khoảng 300 nmi (560 km) về phía Tây Bắc Bermuda. Chiếc U-boat quay trở về Brest vào ngày 6 tháng 3.

#### Chuyến tuần tra thứ năm
Trong chuyến tuần tra tiếp theo, cùng xuất phát và kết thúc tại Brest và diễn ra từ ngày 4 tháng 4 đến ngày 6 tháng 6, tiếp tục tham gia Chiến dịch Paukenschlag khi lại băng qua suốt Đại Tây Dương để hoạt động dọc bờ biển Tây Nam Hoa Kỳ. Vào ngày 3 tháng 5, nó phóng ngư lôi đánh chìm chiếc tàu buôn Anh Ocean Venus 7.174 GRT ở vị trí khoảng 12 nmi (22 km) về phía Đông Nam mũi Canaveral, Florida; và sang ngày hôm sau 4 tháng 5 đã tiếp tục phóng ngư lôi và gây hư hại cho chiếc tàu chở dầu Anh Eclipse 9.767 GRT ở vị trí ngoài khơi Fort Lauderdale, Florida. Đến ngày 5 tháng 5, nó lại gây hư hại cho chiếc tàu buôn Hoa Kỳ Delisle 3.478 GRT ở vị trí ngoài khơi vịnh Jupiter, Florida.
Sau đó U-564 tiếp tục đánh chìm tàu buôn Hoa KỳOhioan 6.078 GRT ở vị trí khoảng 10 nmi (19 km) ngoài khơi Boynton Beach, Florida vào ngày 8 tháng 5; tàu chở dầu Panama Lubrafol 7.138 GRT ở vị trí khoảng ngoài khơi vịnh Hillsboro, Florida vào ngày hôm sau; và cuối cùng là tàu chở dầu Mexico Potrero del Llano 4.000 GRT vào ngày 14 tháng 5.

#### Chuyến tuần tra thứ sáu
U-564 lại khởi hành từ Brest vào ngày 9 tháng 7 cho chuyến tuần tra thứ sáu, và đã hướng xuống phía Tây Nam để hoạt động trong vùng biển Đại Tây Dương dọc bờ biển Đông Bắc của lục địa Nam Mỹ. Trên đường đi ở giữa Đại Tây Dương vào ngày 19 tháng 7, nó phóng ngư lôi tấn công Đoàn tàu OS-34, đánh chìm chiếc tàu buôn Anh Empire Hawksbill 5.372 GRT, đồng thời gây hư hại cho chiếc tàu buôn Anh Lavington Court 5.724 GRT ở vị trí khoảng 200 nmi (370 km) về phía Bắc quần đảo Azores; Lavington Court sau đó đắm ngoài khơi Ireland vào ngày 1 tháng 8.
Tại vùng biển Nam Mỹ, U-564 phóng ngư lôi tấn công Đoàn tàu TAW(S) vào ngày 19 tháng 8, đánh chìm các tàu chở dầu Anh SS British Consul 6.940 GRT và gây hư hại cho chiếc tàu buôn Anh Empire Cloud 5.969 GRT ở vị trí khoảng 85 nmi (157 km) về phía Tây Bắc Trinidad; Empire Cloud bị đắm hai ngày sau đó. Đến ngày 30 tháng 8, tàu chở dầu Na Uy Vardaas 6.940 GRT bị chiếc U-boat đánh chìm ở vị trí về phía Đông Bắc Tobago. U-564 kết thúc chuyến tuần tra và quay trở về Brest vào ngày 18 tháng 9.

#### Chuyến tuần tra thứ bảy
Chuyến tuần tra tiếp theo của U-564, cùng xuất phát và kết thúc tại Brest, kéo dài từ ngày 27 tháng 10 đến ngày 30 tháng 12. Nó đã hoạt động tại khu vực giữa Đại Tây Dương, nhưng không đánh chìm được mục tiêu nào.

### 1943

#### Chuyến tuần tra thứ tám
U-564 lại xuất phát từ căn cứ Brest vào ngày 11 tháng 3 cho chuyến tuần tra thứ tám, và đã hoạt động tại vùng biển Bắc Đại Tây Dương về phía Đông Nam Greenland. Chiếc U-boat lại không đánh chìm được mục tiêu nào, và kết thúc chuyến tuần tra tại cảng Bordeaux, Pháp vào ngày 15 tháng 4.

#### Chuyến tuần tra thứ chín – Bị đánh chìm
U-564 khởi hành từ cảng Bordeaux vào ngày 9 tháng 6 cho chuyến tuần tra thứ chín, cũng là chuyến cuối cùng, cùng với các tàu ngầm U-185, U-358, U-634 và U-653 hướng ra Đại Tây Dương. Lúc 18 giờ 59 phút ngày 13 tháng 6, ở vị trí ngoài khơi mũi Finisterre, Tây Ban Nha, chúng bị một thủy phi cơ Short Sunderland thuộc Liên đội 228 Không quân Hoàng gia Anh (RAF) phát hiện và tấn công. Chiếc Sunderland bị hỏa lực phòng không bắn rơi, khiến toàn bộ 11 thành viên đội bay tử trận, nhưng U-564 cũng bị hư hại nặng do trúng bom và phải được U-185 hộ tống quay trở về căn cứ.
Sang ngày hôm sau 14 tháng 6, trong vịnh Biscay về phía Tây Bắc mũi Ortegal, hai chiếc U-boat bị một máy bay ném bom Armstrong Whitworth Whitley thuộc Liên đội 10 RAF phát hiện và theo dõi, trong khi U-564 không thể lặn do những hư hại trước đó. Đến 16 giờ 45 phút, chiếc Whitley thả mìn sâu tấn công, và hai chiếc U-boat đã chống trả bằng hỏa lực phòng không, nhưng U-564 bị đánh trúng và đắm lúc 17 giờ 30 tại tọa độ 44°17′B 10°25′T / 44,283°B 10,417°T. 28 thành viên thủy thủ đoàn của U-564 đã tử trận, nhưng có 18 người sống sót bao gồm hạm trưởng được U-185 cứu vớt trước khi chuyển họ sang tàu khu trục Z24 hai giờ sau đó. Chiếc Whitley cũng bị bắn rơi, nhưng toàn bộ đội bay được một tàu đánh cá Pháp cứu vớt.

### "Bầy sói" tham gia
U-564 từng tham gia sáu bầy sói:
- Brandenburg (16 – 19 tháng 9, 1941)
- Breslau (2 – 29 tháng 10, 1941)
- Natter (2 – 8 tháng 11, 1942)
- Westwall (8 – 16 tháng 12, 1942)
- Seeteufel (21 – 30 tháng 3, 1943)
- Löwenherz (1 – 10 tháng 4, 1943)

### Tóm tắt chiến công
U-564 đã đánh chìm được 18 tàu buôn với tổng tải trọng 95.544 GRT cùng một tàu chiến tải trọng 900 tấn, đồng thời gây hư hại cho bốn tàu buôn với tổng tải trọng 28.907 GRT:
| Ngày              | Tên tàu           | Quốc tịch              | Tải trọng | Số phận      |
| ----------------- | ----------------- | ---------------------- | --------- | ------------ |
| 24 tháng 6, 1941  | Kongsgaard        | Norway                 | 9.467     | Bị hư hại    |
| 27 tháng 6, 1941  | Maasdam           | Netherlands            | 8.812     | Bị đánh chìm |
| 27 tháng 6, 1941  | Malaya II         | United Kingdom         | 8.651     | Bị đánh chìm |
| 29 tháng 6, 1941  | Hekla             | Iceland                | 1.215     | Bị đánh chìm |
| 22 tháng 8, 1941  | Clonlara          | Ireland                | 1.203     | Bị đánh chìm |
| 22 tháng 8, 1941  | Empire Oak        | United Kingdom         | 484       | Bị đánh chìm |
| 22 tháng 8, 1941  | HMS Zinnia        | Hải quân Hoàng gia Anh | 900       | Bị đánh chìm |
| 24 tháng 10, 1941 | Alhama            | United Kingdom         | 1.352     | Bị đánh chìm |
| 24 tháng 10, 1941 | Ariosto           | United Kingdom         | 2.176     | Bị đánh chìm |
| 24 tháng 10, 1941 | Carsbreck         | United Kingdom         | 3.670     | Bị đánh chìm |
| 11 tháng 2, 1942  | Victolite         | Canada                 | 11.410    | Bị đánh chìm |
| 16 tháng 2, 1942  | Opalia            | United Kingdom         | 6.195     | Bị hư hại    |
| 3 tháng 5, 1942   | Ocean Venus       | United Kingdom         | 7.174     | Bị đánh chìm |
| 4 tháng 5, 1942   | Eclipse           | United Kingdom         | 9.767     | Bị hư hại    |
| 5 tháng 5, 1942   | Delisle           | United States          | 3.478     | Bị hư hại    |
| 8 tháng 5, 1942   | Ohioan            | United States          | 6.078     | Bị đánh chìm |
| 9 tháng 5, 1942   | Lubrafol          | Panama                 | 7.138     | Bị đánh chìm |
| 14 tháng 5, 1942  | Potrero del Llano | Mexico                 | 4.000     | Bị đánh chìm |
| 19 tháng 7, 1942  | Empire Hawksbill  | United Kingdom         | 5.724     | Bị đánh chìm |
| 19 tháng 7, 1942  | Lavington Court   | United Kingdom         | 5.372     | Bị đánh chìm |
| 19 tháng 8, 1942  | British Consul    | United Kingdom         | 6.940     | Bị đánh chìm |
| 19 tháng 8, 1942  | Empire Cloud      | United Kingdom         | 5.969     | Bị đánh chìm |
| 30 tháng 8, 1942  | Vardaas           | Norway                 | 8.176     | Bị đánh chìm |